# 大根焚き

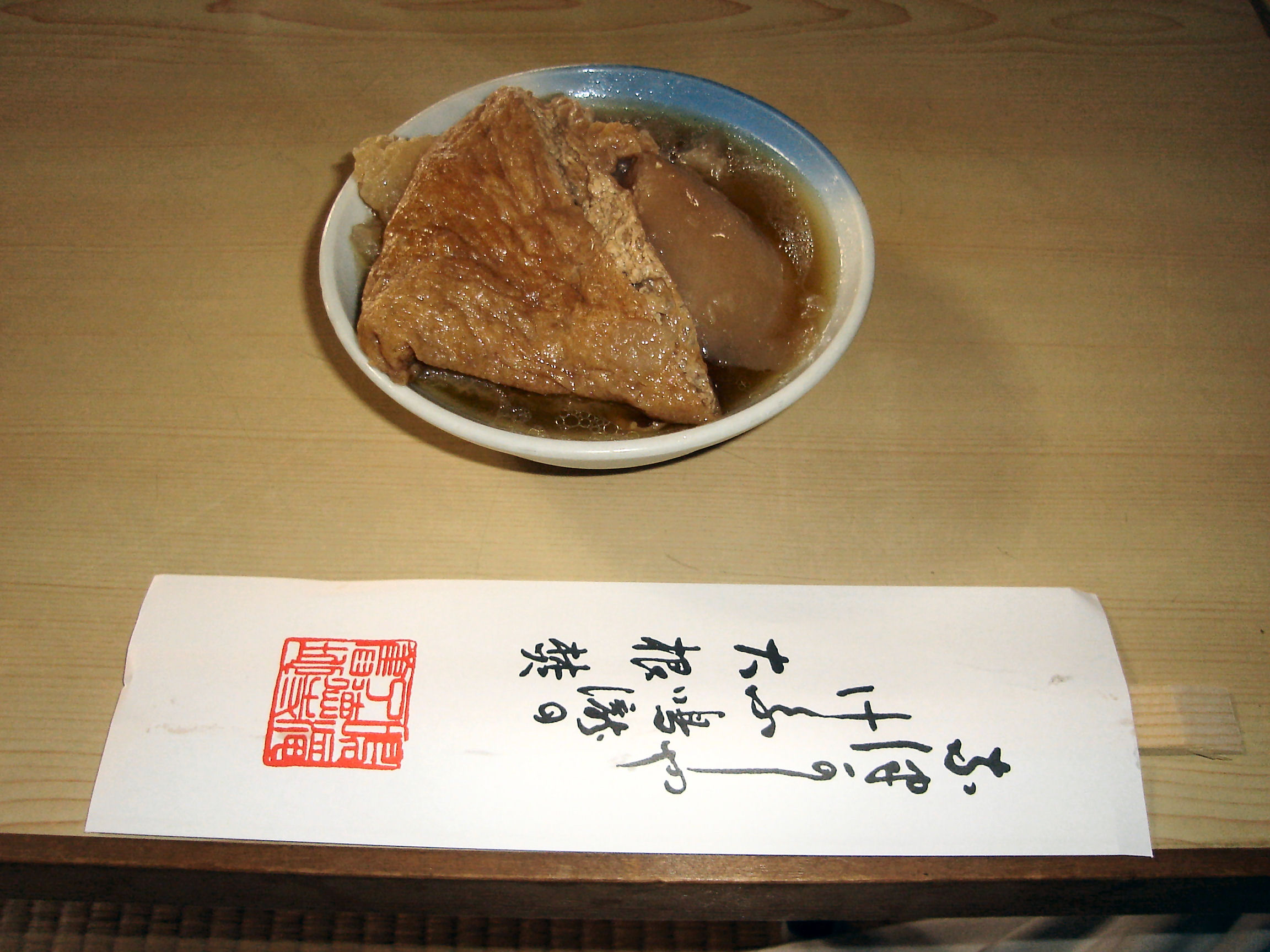
了徳寺の大根焚き

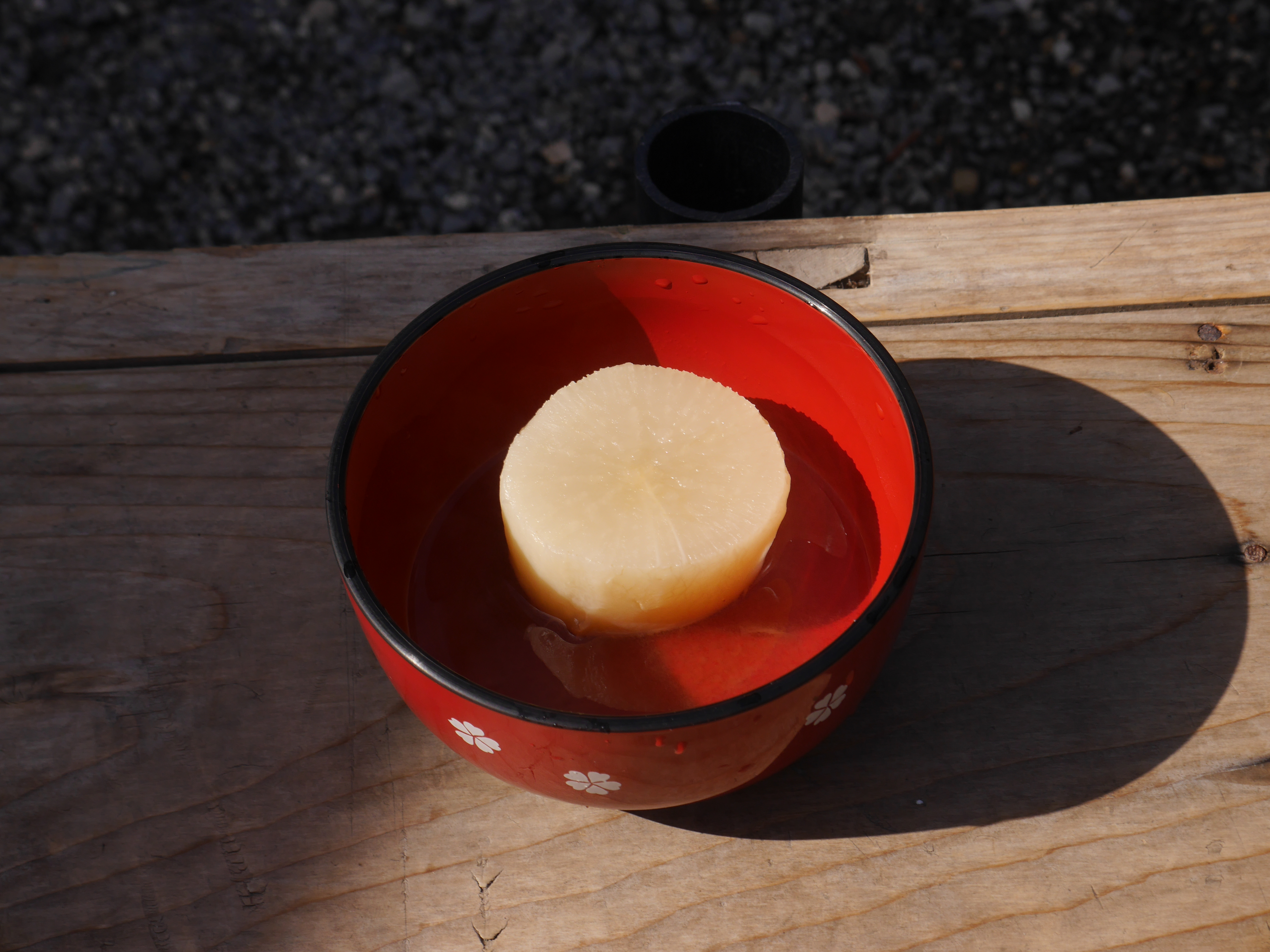
三千院の初午大根焚き

大根焚き（だいこだき）は、京都で冬季に行われる歳時記、年中行事のことである。寺院などで大根を煮たものを参拝者に振る舞い、仏前に供える行事である。

## 概要
由来や意味合いは寺院により異なり、別々の由来・意味合いを持った行事として行われるが、冬季に大根を煮て振る舞う点が共通している。
振る舞われる大根料理は寺院により異なり、単に塩で煮込んだだけのものから、油揚げと共に醤油で煮込んだもの、煮込む前に大根に梵字を入れるものなど様々である。
- 東山法住寺 - 1月15日に最も近い日曜日。前々日より皮をむき、炊き出したもの。大根と油揚げが入る[1]。
- 大原三千院 - 2月、初午。大根を護摩にて加持し、大釜で炊いたもの[2]。
- 嵯峨覚勝院 - 11月、小雪の日を挟む2日間、大根供養。梵字が書かれた大根を煮込んだもの。2014年（平成26年）で終了[3]。
- 東山同聚院 - 11月、小雪の日を挟む前後10日間、大根供養。厄除け長寿を祈願した大根と油揚げを炊いたもの。
- 宇多野三宝寺 - 12月・第1日曜日、日蓮忌日報恩法要。出汁や醤油で一昼夜煮込んだもの[4]。
- 千本釈迦堂 - 12月7日・8日、成道会。大根の切り口に梵字を書いて供え、他の大根と一緒に炊き上げたもの[5]。
- 鳴滝了徳寺 - 12月9日・10日、報恩講。大鍋で焚き込んだもの[6]。
- 岩倉妙満寺 - 12月第2日曜日、釈尊成道会。大根と油揚げを炊き、柚子を載せたもの[7]。
- 嵐山鈴虫寺 - 12月下旬、その年最後の地蔵菩薩の縁日 - 大根と油揚げを炊いたもの。
- 新京極蛸薬師堂 - 12月31日、大晦日[8]。 -  大根と油揚げを炊いたもの。